# Amy Smart
Amy Lysle Smart, född 26 mars 1976 i Topanga i Kalifornien, är en amerikansk skådespelare.

## Filmografi i urval
- 1997 – Starship Troopers
- 1999 – Varsity Blues
- 2000 – Road Trip
- 2002 – Rat Race - sk(r)attjakten
- 2002 – Interstate 60
- 2003 – Scrubs (TV-serie) (tre avsnitt)
- 2004 – The Butterfly Effect
- 2004 – Starsky & Hutch
- 2005 – Just Friends
- 2006 – Peaceful Warrior
- 2006 – Crank
- 2006 – The Best Man
- 2008 – Mirrors
- 2009 – Crank: High Voltage
- 2012 – Columbus Circle
- 2014 – The Single Moms Club
- 2020 – Stargirl (TV-serie)